# Kacjaryna Snycina
Kacjaryna Andrėeŭna Snycina (in bielorusso Кацярына Андрэеўна Сныціна?, in russo Екатерина Андреевна Снытина?, Ekaterina Andreevna Snytina; Ust-Kamenogorsk, 2 settembre 1985) è una cestista russa naturalizzata bielorussa Alta 188 cm, gioca come ala.

## Carriera
Con la Bielorussia ha disputato due edizioni dei Giochi olimpici (Pechino 2008, Rio de Janeiro 2016), i Campionati mondiali del 2014 e sette edizioni dei Campionati europei (2007, 2009, 2011, 2013, 2015, 2017, 2019).